# Велики и Мали Штрбац (стаза)
Велики и Мали Штрбац је планинарско-туристичка стаза, која води шумским путем од археолошког локалитета Пецка Бара до Плоча, одакле се рачвају стазе према видиковцима Велики Штрбац (768 м.н.в.) и Мали Штрбац (626 м.н.в.), који надвисују клисуру Казан, где је Дунав најужи.
Успон на ова два врха је веома атрактиван и пролази кроз туристички живописан и научно вредан део НП Ђердап, у коме се сједињују природне реткости и вредности. Смењују се инспиратни видици са стена, ливаде и шумске стазе, а сусрети са срнама и дивокозама, орловима, соколовима и осталим становницима шуме нису реткост. 